# Cornoathyrium petiolulatum
Cornoathyrium petiolulatum är en majbräkenväxtart som först beskrevs av Satoru Kurata och som fick sitt nu gällande namn av Nakaike.
Cornoathyrium petiolulatum ingår i släktet Cornoathyrium och familjen Athyriaceae. Inga underarter finns listade i Catalogue of Life.